# Sport v Zákupech

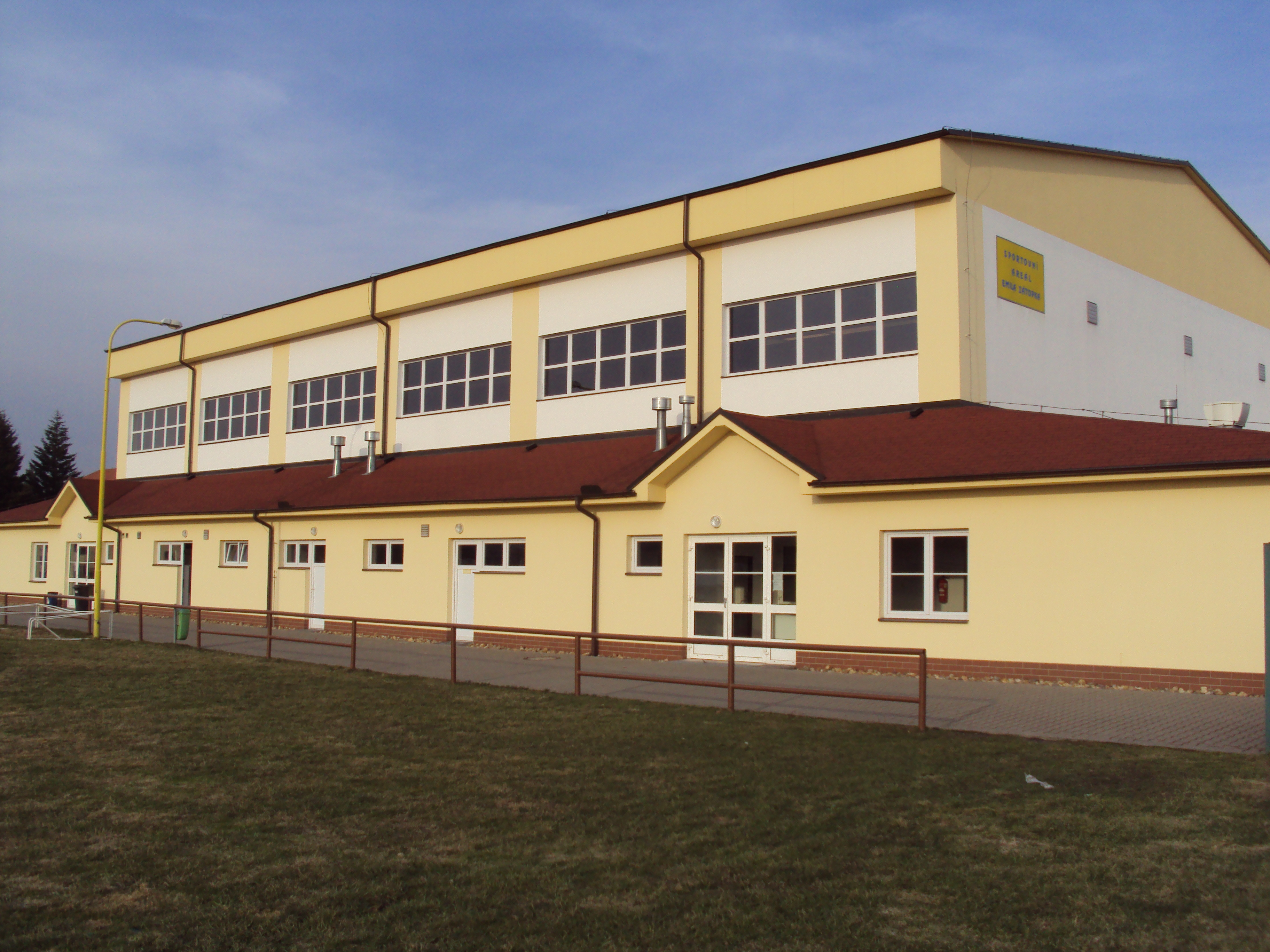
Sportovní hala

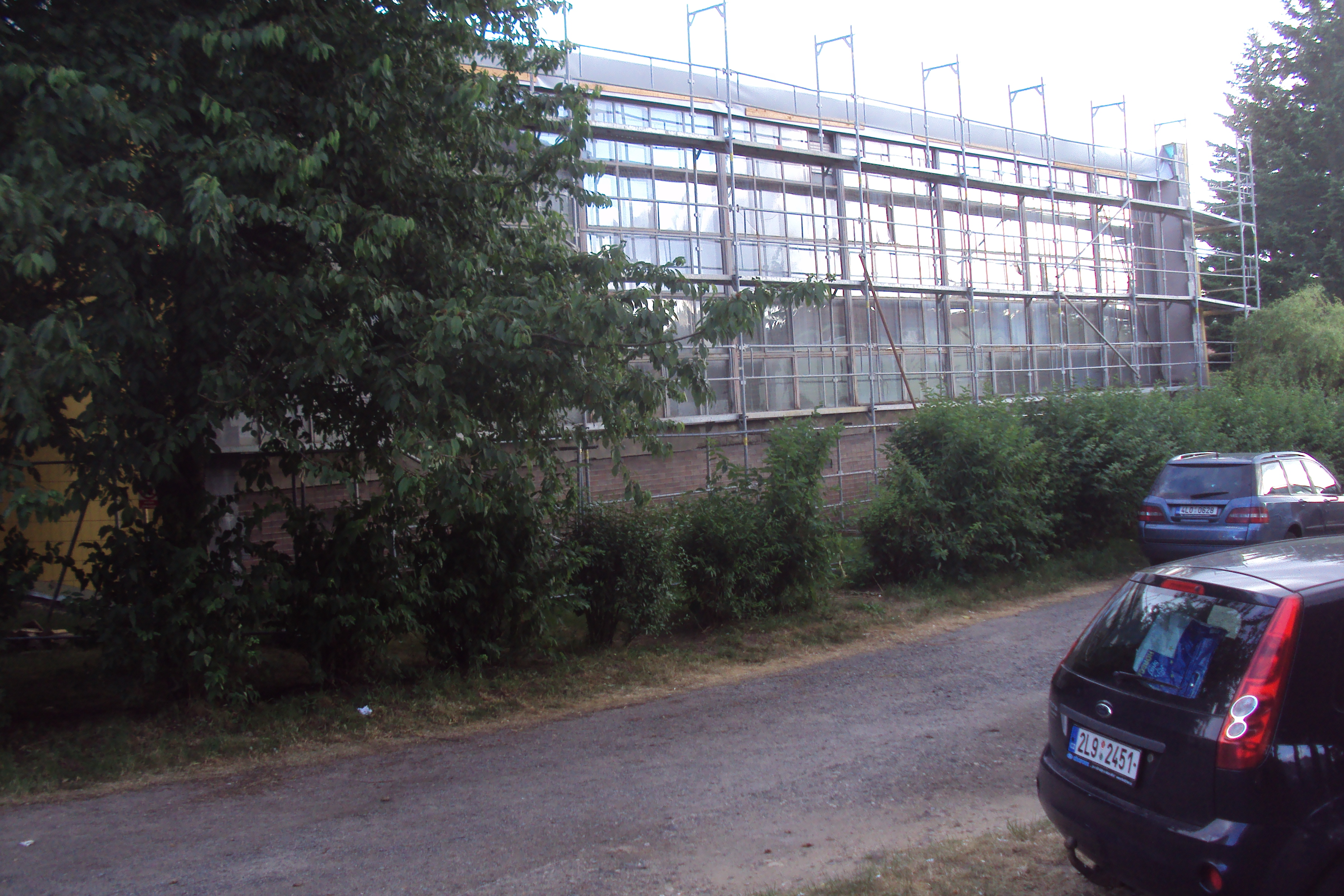
Školní tělocvična v lešení, léto 2014

V Zákupech na Českolipsku jsou tři větší centra, provozující sportovní činnost, TJ Zákupy, základní škola a FC Kamenice. Významným sportovištěm je areál Emila Zátopka při škole.

## Historie

### Do roku 1945
Od 19. století působilo ve městě několik spolků, zaměřených zprvu branného charakteru, později také na turistiku a sportovní činnost. Byli tu Ostrostřelci (od roku 1813), Střelecký spolek (od roku 1841), Spolek dobrovolných hasičů (v roce 1850), Společnost přátel hor (od roku 1885), Německý tělocvičný spolek (turnéři), Klub turistů. Protože v Zákupech žili lidé mluvící převážně německy, také názvy spolků byly v němčině. Ve spolcích byli v menšině, ale přece jen i Češi. Turistické spolky vyznačily na Kamenickém vrchu řadu stezek, postavily na něm rozhlednu, restauraci a vrcholovou boudu. Byly časem poškozeny a zlikvidovány tamním lomem kamene.

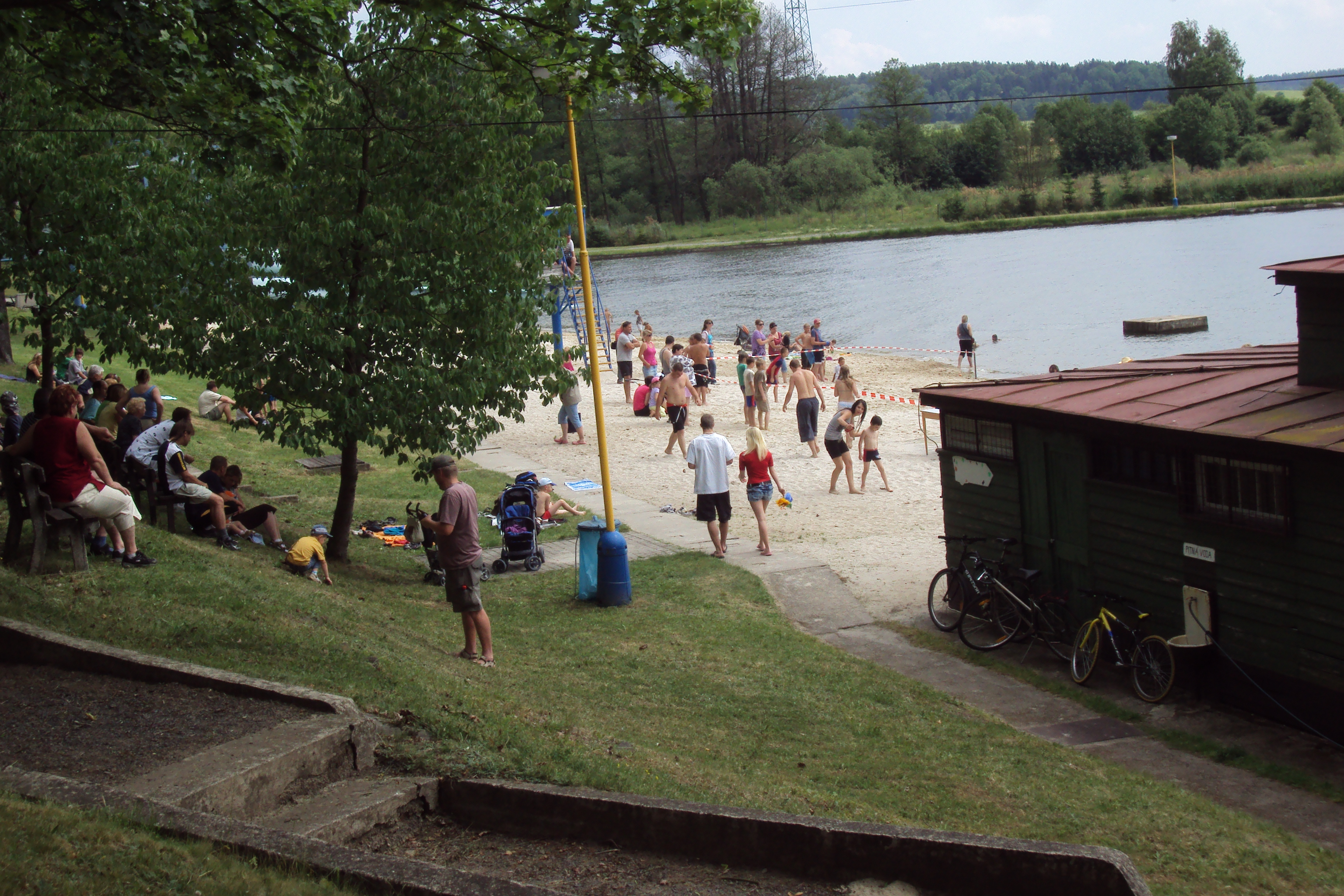
Koupaliště vzniklo roku 1933

Po vzniku Československé republiky zdejší postupně rostoucí česká menšina založila v roce 1919 pobočku Národní jednoty severočeské, v jejíž náplni byla i tělovýchovná činnost. V této jednotě byl o tři roky později vytvořen odbor mládeže, který se téhož roku sloučil s oddílem českých skautů. V roce 1936 byla založena česká národní garda, kde bylo evidováno 34 cvičících členů.
V Zákupech žil před válkou automobilový závodník Willibald Gatter, zakladatel místní automobilky, který se v letech 1930 až 1935 zúčastnil řady automobilových závodů v Evropě.
V období II. světové války tělovýchovná činnost ve městě ustala.

### Po roce 1945
Po 2. světové válce se místo vysídlených Němců do Zákup přistěhovali čeští osadníci, z nichž mnozí byli členy českého Sokola. Právě ti založili v září 1945 TJ Sokol Zákupy, která byla začleněna do sokolské župy v Mladé Boleslavi. Po Němcích převzali tělocvičnu (pozdější Kulturní dům) v Nádražní ulici.
V roce 1946 vznikla v Zákupech druhá sportovní organizace Český atletický klub Zákupy (později přejmenován na AFK Zákupy), pak zdejší vojenská posádka založila fotbalové družstvo Mladá garda. 
V roce 1948 byl založen bratry Syrovátkovými, mistry sportu, zápasnický kroužek. Pak došlo k politické reorganizaci tělovýchovy a v roce 1950 zůstala pouze TJ Sokol Zákupy, v níž brzy převzali hlavní roli fotbalisté. O tři roky později byl zápasnický kroužek do TJ začleněn a došlo k několikerému přejmenování TJ. Nejprve roku 1953 na Spartak, o rok později Slavoj a v roce 1957 za předsednictví J. Štrubla na TJ Dynamo Zákupy. Roku 1960 byl založen oddíl odbíjené (volejbalu), roku 1965 gymnastický oddíl. Po srpnu 1968 zanikla zdejší vojenská tělovýchova (vojáci hráli fotbal, hokej). V roce 1979 zanikl oddíl zápasníků a roku 1983 byl založen oddíl stolního tenisu, o dva roky později oddíl lehké atletiky. Mnohé oddíly vznikaly na půdě zdejší školy a působily jak pod školou, tak TJ Zákupy.

## Současnost

### Vrcholový sport
V systému pravidelných soutěží dospělých fungují fotbalové kluby TJ Zákupy a FC Kamenice, dále oddíl stolních tenistů při TJ Zákupy. V kategoriích dětí je aktivní základní škola, jejíž některé sportovní kroužky se zapojily i do soutěží ČSTV prostřednictvím ZRTV, resp. ASPV. Všechny zdejší sportovní celky působí na okresní, výjimečně krátkodobě na krajské úrovni. 

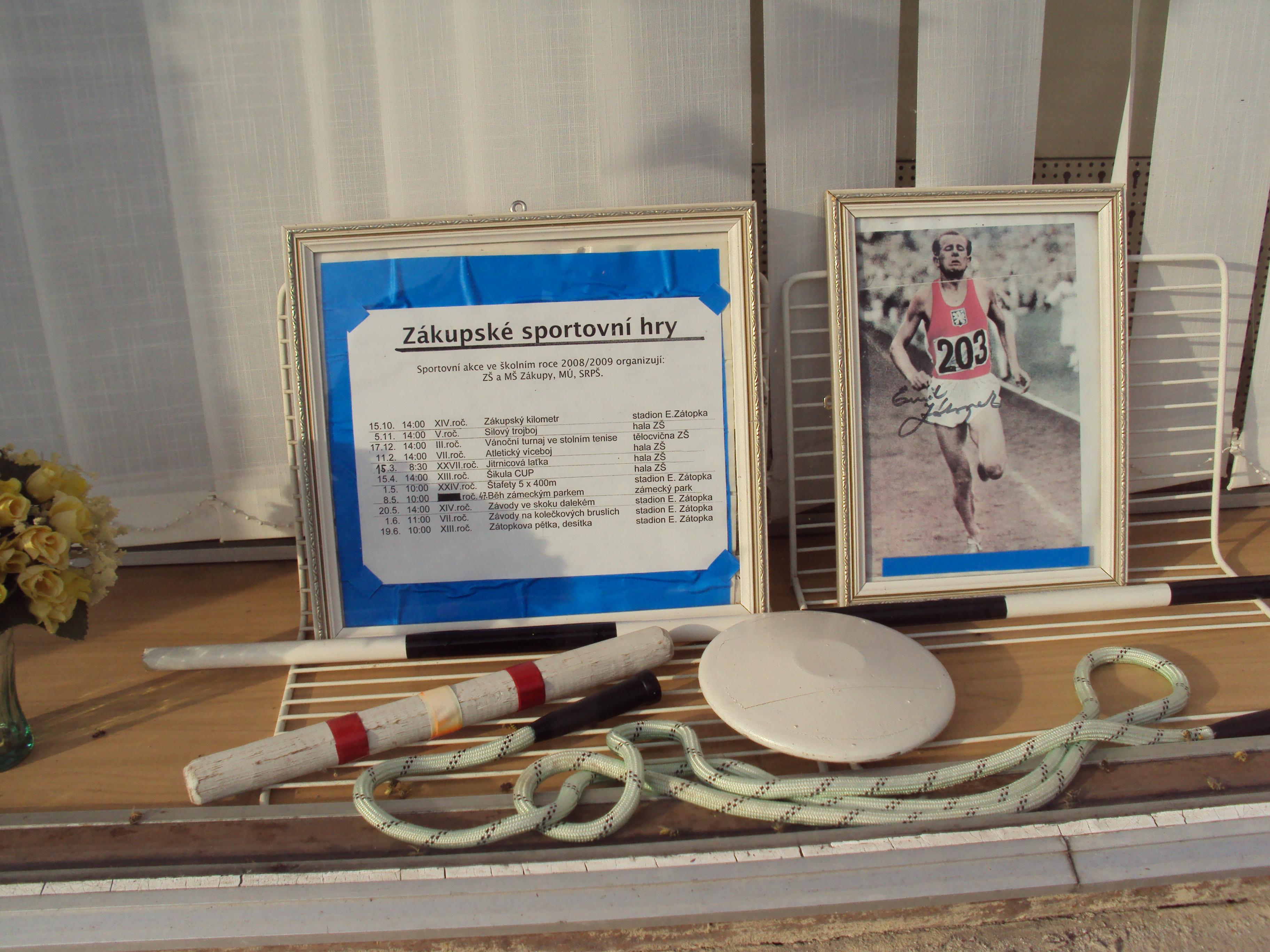
Zákupské sportovní hry

### Seznam stávajících sportovišť
Zákupské koupaliště vzniklo úpravou Velkého zákupského rybníka v roce 1933 a je provozováno dodnes. V roce 1935 byl v Nádražní ulici vybudován sportovní areál s budovou tělocvičny, cvičištěm a fotbalovým hřištěm.

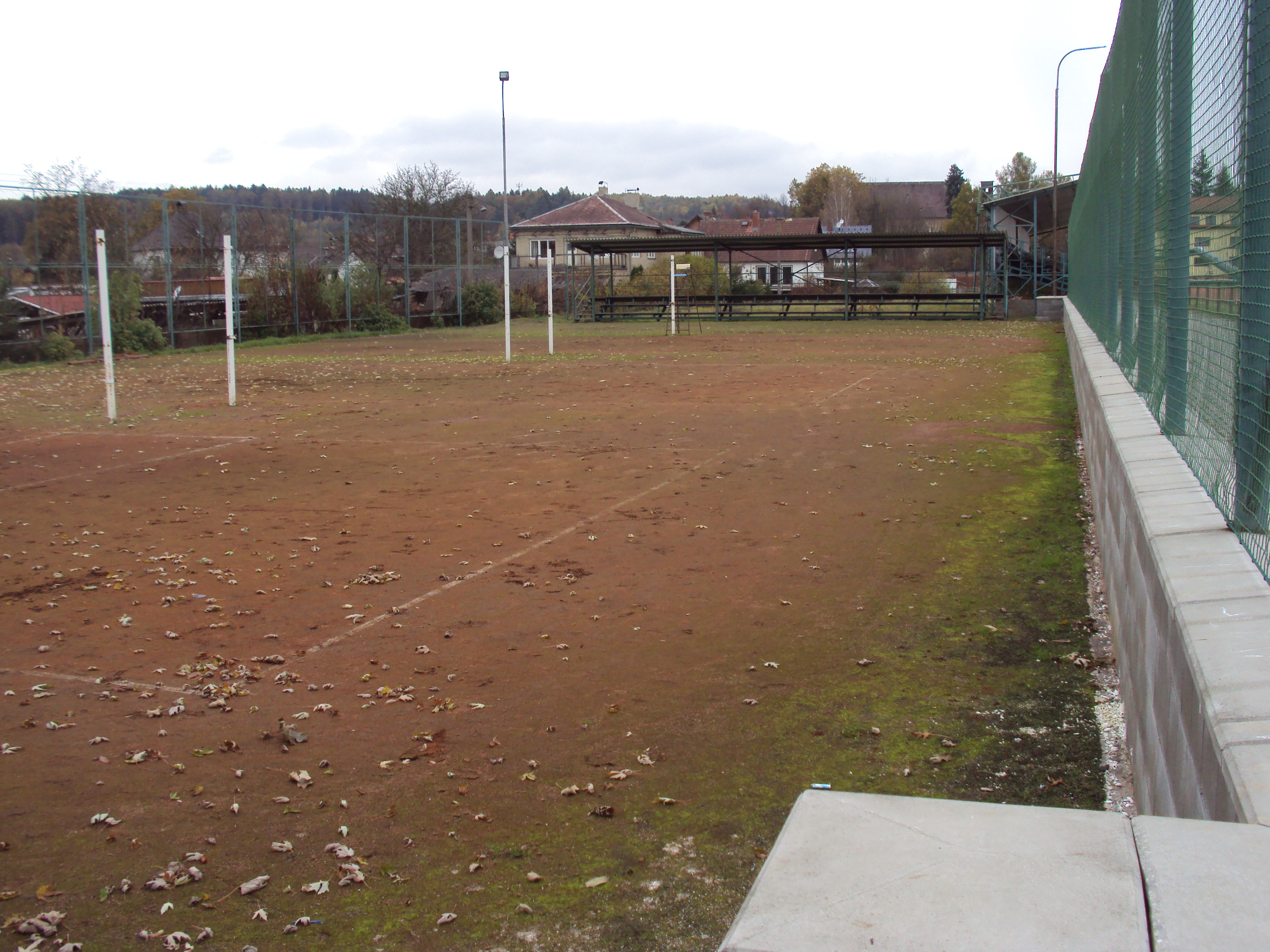
Nové volejbalové kurty TJ Spolana v areálu Emila Zátopka

Později byly vybudovány v prostoru zámeckého parku volejbalové kurty. Hlavní sportovní areál města byl vytvořen postupně při základní škole. Bylo zde postaveno hřiště s atletickým oválem, tělocvična, sportovní hala (byla slavnostně otevřena při Zákupských slavnostech v roce 2002), několik kurtů na volejbal. V zámeckém parku (chráněná památka) byly kurty v roce 2000 zrušeny.Zmodernizovaný areál byl pojmenován podle Emila Zátopka.
Druhým sportovištěm na odpovídající úrovni pro okresní soutěže je fotbalové hřiště v Kamenici, původně samostatná vesnice, která je přes 30 let místní částí Zákup.
Při letních Zákupských slavnostech v září 2008 byla poprvé předvedena veřejnosti umělá lezecká stěna v budově někdejší klášterní školy na náměstí. Stěnu v hodnotě 300 tisíc korun (plus dodatečné investice za 190 tisíc korun) uvedl do pravidelného užívání na konci prosince 2008 Boulder klub (členové horolezeckého oddílu TJ Zákupy). Později zde vznikly velké nedoplatky na energiích, které opakovaně řešily orgány města, i přesto bylo rozhodnuto stěnu znovu v roce 2014 pronajmout horolezeckému oddílu TJ Zákupy.

### Seznam sportovních celků
- TJ Zákupy (*1945)
  - Oddíl kopané (*1946)
  - Oddíl stolního tenisu (* 1982)
  - Oddíl volejbalu (* 1960, nyní pasivní)
  - Odbor ZRTV - ASPV s několika kroužky / oddíly (nově i dětský Kin-Ball)
  - Oddíl horolezectví a orientačního běhu, vystupují i jako Boulder klub a SK Netopýr.

- FC Kamenice
  - Oddíl kopané (*1958)[5]

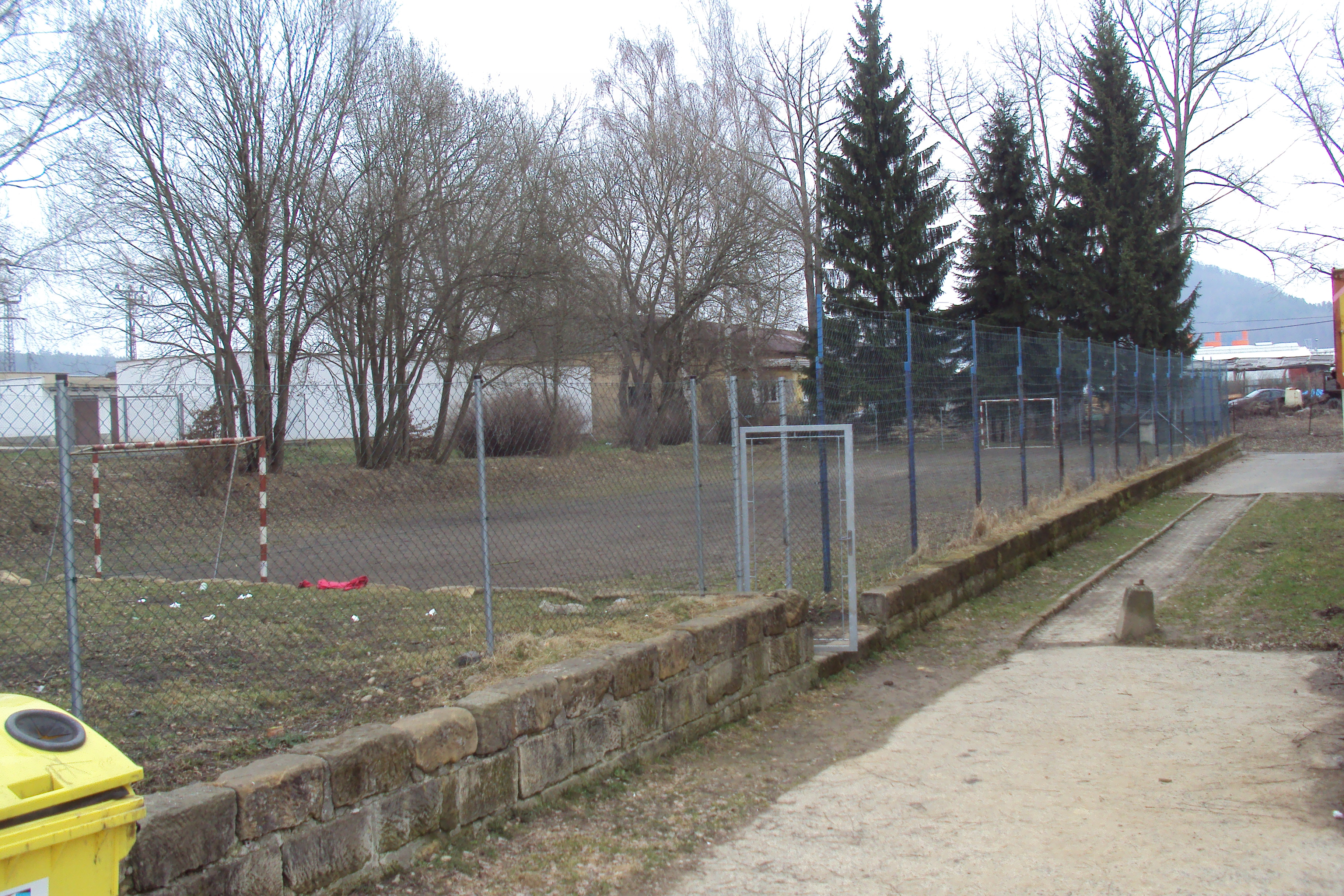
Hřiště v Nových Zákupech před úpravou

- Jezdecký klub Brenná (založen roku 2009, krátce poté koně prodány, nyní zcela pasivní)

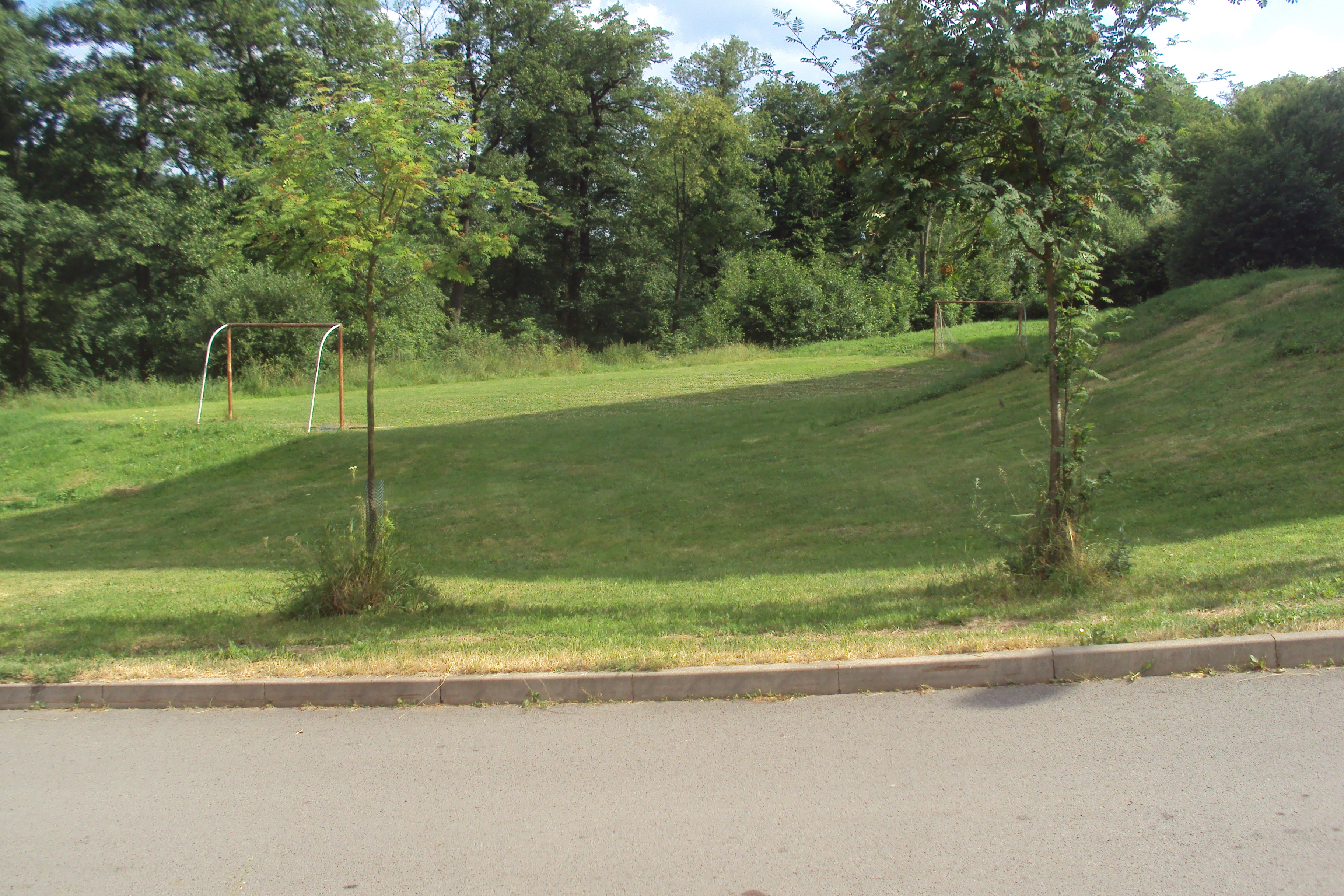
Druhé hřiště v Nových Zákupech je malé a málo používané

### Sport ve škole
Škola s pomocí města i TJ Zákupy je po mnoho let organizátorem Zákupských sportovních her.
V dubnu 2014 na stadionu proběhlo okresní kolo speciální soutěže Odznak všestrannosti olympijských vítězů. Zvítězila domácí škola a postupuje do krajského kola. V předchozích dvou ročnících se probojovala do celostátního finále.

## Další sportovní události

### Zákupská šajtle
Zákupská šajtle je turnaj malé kopané organizovaný Asociací Amatérských Sportovců Českolipska ve Sportovním areálu Emila Zátopka. V července 2014 se konal již 16. ročník, jehož se zúčastnilo 15 týmů. Již potřetí se stal vítězem Cvrk Team.